# Alexandre Beccuau
Alexandre Beccuau (wym. [alɛkˈsɑ̃dʁ ˈbɛky.o]; ur. 5 czerwca 1990 r.) – francuski rugbysta polskiego pochodzenia, reprezentant Polski.

## Kariera klubowa
Beccuau na poziomie młodzieżowym reprezentował AS Béziers Hérault, a co najmniej od 2008 roku występował w barwach RC Orléans (do 2012 r. w lidze Fédérale 1). Przed rundą wiosenną sezonu 2010/2011 polskiej Ekstraligi został zgłoszony do rozgrywek przez Arkę Gdynia, jednak ostatecznie nie zagrał w żadnym meczu.
W sezonie 2006/2007 występował w reprezentacji regionu Armagnac Bigorre do lat 17, a w sezonie 2008/2009 w zespole do lat 23
W 2013 roku został zawodnikiem SC Leucate-Roquefort XV z Fédérale 2.

## Kariera reprezentacyjna
Beccuau ze względu na polskie korzenie może występować w polskiej reprezentacji. W sierpniu 2010 roku otrzymał powołanie do drużyny młodzieżowej, zaś w listopadzie, z uwagi na kontuzję Piotra Jurkowskiego, przyjechał na zgrupowanie drużyny seniorów. 14 listopada w Gdyni zadebiutował w meczu z Mołdawią (wyszedł w pierwszym składzie). W swoim pierwszym meczu zdobył dwa przyłożenia, co jednak nie pozwoliło Polakom na osiągnięcie zwycięstwa.
Kolejne punkty zdobył blisko dwa lata później, kiedy w Říčanach Polacy pokonali Czechów 29–3.

### Statystyki
Stan na dzień 1 czerwca 2013 r. Wynik reprezentacji Polski zawsze podany w pierwszej kolejności.
| Drużyna narodowa | Rok  | Mecze | Punkty |
| ---------------- | ---- | ----- | ------ |
| Polska           |      |       |        |
| 2010             | 2    | 10    |        |
| 2011             | 2    | 0     |        |
| 2012             | 4    | 5     |        |
| 2013             | 3    | 10    |        |
| Suma             | Suma | 11    | 25     |

| Występy w reprezentacji Polski | Występy w reprezentacji Polski | Występy w reprezentacji Polski           | Występy w reprezentacji Polski | Występy w reprezentacji Polski | Występy w reprezentacji Polski |
| Lp.                            | Data                           | Stadion, miasto                          | Przeciwnik                     | Wynik                          | Zdobyte punkty                 |
| ------------------------------ | ------------------------------ | ---------------------------------------- | ------------------------------ | ------------------------------ | ------------------------------ |
| 1.                             | 13.11.2010                     | Narodowy Stadion Rugby, Gdynia           | Mołdawia                       | 25:36                          | 10 (2P)                        |
| 2.                             | 20.11.2010                     | Feldgerichtstraße, Frankfurt nad Menem   | Niemcy                         | 22:17                          | 0                              |
| 3.                             | 12.03.2011                     | Narodowy Stadion Rugby, Gdynia           | Belgia                         | 28:21                          | 0                              |
| 4.                             | 16.04.2011                     | Stadion Suche Stawy, Kraków              | Holandia                       | 32:18                          | 0                              |
| 5.                             | 7.04.2012                      | Stadion Króla Baudouina I (A2), Bruksela | Belgia                         | 13:20                          | 0                              |
| 6.                             | 21.04.2012                     | Nationaal Rugby Centrum, Amsterdam       | Holandia                       | 32:19                          | 0                              |
| 7.                             | 6.10.2012                      | Stadion Josefa Kohouta, Říčany           | Czechy                         | 29:3                           | 5 (P)                          |
| 8.                             | 3.11.2012                      | Stadion MOSiR, Gdańsk                    | Niemcy                         | 22:13                          | 0                              |
| 9.                             | 30.03.2013                     | Narodowy Stadion Rugby, Gdynia           | Ukraina                        | 13:12                          | 5 (P)                          |
| 10.                            | 13.04.2013                     | Stadion Dinamo, Kiszyniów                | Mołdawia                       | 20:24                          | 5 (P)                          |
| 11.                            | 1.06.2013                      | Korsängens IP, Enköping                  | Szwecja                        | 11:19                          | 0                              |

## Życie osobiste
- Jest bratem Valentina, juniorskiego reprezentanta Polski w rugby[19].